# Louis-Georges de Bade-Bade
Louis-Georges Simpert de Bade-Bade (en allemand, Ludwig Georg von Baden-Baden), surnommé Jägerlouis (Louis le chasseur) (né à Baden, le 7 juin 1702 et mort à Rastatt le 22 octobre 1761) fut margrave de Bade-Bade de 1707 à 1761.

## Biographie
Louis-Georges de Bade-Bade est le sixième enfant et troisième fils de Louis-Guillaume, margrave de Bade-Bade (1655-1707), et de Françoise-Sibylle, duchesse de Saxe-Lauenbourg (1675-1733).
Ses deux frères aînés, Léopold-Guillaume et Charles-Joseph étant morts respectivement en 1695 et en 1701, il devient dès lors l'héritier du margraviat de Bade-Bade.
Mineur à la mort de son père — il n'a que 4 ans —, Louis-Georges est placé sous la tutelle de sa mère jusqu'au 7 juin 1727.
Il contracte deux alliances. La première, avec Marie-Anne de Schwarzenberg (1706-1755), fille d'Adam-François, prince de Schwarzenberg et d'Éléonore, princesse de Lobkowicz, est célébrée au château de Krummau le 18 mars 1721, duquel naissent :
- Élisabeth de Bade-Bade (de) (1726-1789), épouse en 1775, le comte Michel-Wenceslas d'Althann (1743-1810). Ils n'ont pas de descendance. À la mort de son oncle, le margrave Auguste-Georges de Bade-Bade, Élisabeth hérite des biens allodiaux de la ligne de Bade-Bade. En 1765, elle achète la seigneurie de Riegel et, en 1773, le château de Lichteneck qu'elle revend en 1774[4].
- Charles (1728-1734), prince héritier de Bade-Bade.
- Louis-Georges (1736-1737), prince héritier de Bade-Bade.
- Jeanne (1737-1737).

En secondes noces, Louis-Georges épouse (par procuration à Munich le 10 juillet, puis) en personne à Ettlingen le 20 juillet 1755, Marie-Anne, princesse de Bavière (1734-1776), fille de l'empereur Charles VII. Ce mariage reste sans postérité.
À sa mort, Louis-Georges n'a plus aucun héritier masculin, ses deux fils étant décédés avant lui. Le margraviat de Bade-Bade passe ainsi à son frère, Auguste-Georges (1706-1771).

## Événements de son règne
Le 24 août 1707 a lieu le partage, avec l'électeur palatin, du comté antérieur de Sponheim, qu'ils avaient jusqu'alors possédé en commun.
En 1707 également, les troupes françaises ayant avancé outre-Rhin (pendant la Guerre de Succession d'Espagne), la famille margraviale doit quitter son château de Rastatt. Elle n'y revient qu'après la signature de la paix du même nom, en 1714.
En 1708, le comté d'Eberstein est racheté à la ligne de Bade-Durlach.
En 1714, à la suite de la paix de Bade, la seigneurie de Rodemachern, près de Thionville et ses dépendances lui sont à nouveau attribuées, mais sous forme de fief dépendant de la couronne de France. L'investiture lui en est accordée en 1734 par la cour de Metz.
En 1716, Louis-Georges hérite de son cousin Léopold de Bade-Bade (1667-1716) les terres de Lobositz, Aujezd, Dulkowitz, Kottomirsch, Kamaik, Wrschowitz (Vrsovice), Doretz (Mohr), etc.
En 1734, il achète la seigneurie d'Hesperange qui est réunie à celle de Rodemachern.
En 1753, enfin, il reçoit la moitié du château de Neueberstein ainsi que quelques biens que possédait le duc de Wurtemberg, lequel abandonnait par là toutes ses prétentions sur le comté d'Eberstein.

## Sources
- Michel Huberty, Alain Giraud, F. Magdelaine et B. Magdelaine, L'Allemagne dynastique : les quinze familles qui ont fait l'empire, t. VI : Bade-Mecklembourg. Familles alliées C-G, Le Perreux-sur-Marne, chez Alain Giraud, 1991, 530 p. (ISBN 2-901138-06-3)
- (de) Martina Kitzing-Bretz, Der Markgräflich Baden-Badische Hofbaumeister und Bauinspektor Franz Ignaz Krohmer (1714-1789), Heidelberg, Ruprecht-Karls-Universität, 2001, 104 p. (lire en ligne)thèse de doctorat